# Zachodnia obwodnica Kalisza
Zachodnia obwodnica Kalisza – planowana obwodnica Kalisza omijająca miasto od zachodu, stanowiąca część drogi krajowej nr 25. Trasa będzie się zaczynać w Kokaninie, a kończyć na obwodnicy Nowych Skalmierzyc. Będzie miała około 10,2 km długości. Na ponad połowie długości obwodnica znajdzie się w granicach Kalisza. Nie wiadomo jeszcze jakie typy skrzyżowań będą na drugim odcinku tej trasy od Kokanina do ulicy Poznańskiej (w infoboksie na razie zwykłe skrzyżowania). Trasa na razie nie ma też oficjalnej nazwy lecz prawdopodobnie przejmie nazwę Zachodnia Obwodnica od obwodnicy Kalisza, która obecnie posiada tę nazwę (Trasa Stanczukowskiego). Będzie to droga jednojezdniowa z pozostawionym miejscem pod drugą jezdnię. Pierwszy etap budowy trasy zacznie się po 2020 roku.

## Poszczególne etapy budowy trasy

### Etap I (po 2020)
Budowa I odcinka obwodnicy od węzła z obwodnicą Nowych Skalmierzyc i aleją Wojska Polskiego poprzez pola uprawne, estakadą nad ulicą Dobrzecką, Krępicą i ulicą Korczak o długości 316 metrów, przez kolejne pola aż do ulicy Poznańskiej koło stacji Webo, gdzie na tejże ulicy zostanie wybudowane rondo wraz z połową węzła typu WB. Jego druga część powstanie najprawdopodobniej w II etapie budowy trasy. Docelowo ruch obwodnicą będzie odbywał się bezkolizyjnie, a ulicą Poznańską poprzez skrzyżowanie z drugą częścią węzła i rondo z pierwszą częścią węzła. Długość tego odcinka wyniesie około 3,2 km. Budowa mogła się zacząć już w 2010 jednak wniosek o dofinansowanie z Europejskiego Funduszu Rozwoju Regionalnego złożony przez władze miasta okazał się niekompletny (brakowało projektu budowlanego i pozwolenia na budowę) i dostał najmniej punktów (18; do zakwalifikowania się na listę rezerwową wymagane było 28) ze wszystkich złożonych wniosków. Miasto zamierzało pozyskać 89,25 mln złotych z całkowitego kosztu budowy trasy wynoszącego 105 mln zł.